# Зенитная пулемётная установка М4 образца 1931 года
М4 — счетверённая зенитная пулемётная установка (ЗПУ; по тогдашней терминологии — «комплексный пулемёт»), разработанная в 1928—1931 годах.

## История создания
В 1928 году ГАУ поручило КБ Тульского оружейного завода создать зенитную установку из нескольких пулемётов «Максим» образца 1910/30 годов. Над разработкой установки трудился коллектив Н. Ф. Токарева (сыном Ф. В. Токарева): А. И. Панов, С. А. Прилуцкий и Г. Г. Куренков. Работы были закончены в 1931 году.

## Конструкция
Счетверённая зенитно-пулемётная установка образца 1931 года отличалась от обычного пулемёта Максима образца 1910 наличием устройства принудительной циркуляции воды (в зимнее время использовалась специальная жидкость, состоящая из 50% глицерина, воды и 0,1% едкого натрия) и большей ёмкостью пулемётных лент — на 500 патронов вместо обычных 250.
Для крепления к поверхности у станка было три стойки с лапами.
Вес установки составлял 470 кг.
Наведение установки осуществлялось вручную с помощью механических приводов — маховиков горизонтального и вертикального наведения. Каждому пулемёту подавалась отдельная патронная лента, что требовало синхронной работы расчёта при ведении огня.
Расчёт установки состоял, как правило, из четырёх — шести человек: командир, два наводчика (горизонтального и вертикального наведения), два заряжающих и, при необходимости, наблюдатель-целеуказатель.

## Применение
Пулемётные системы Максима стали самым распространённым оружием армейской ПВО. Используя зенитные кольцевые прицелы (сначала образца 1929 года, затем образца 1936 и 1938 года), установка была в состоянии вести эффективный огонь по низколетящим самолётам противника (максимально на высотах до 1 400 метров при скорости до 500 км/час). Эти установки также часто использовались для поддержки пехоты — в этом случае прицеливание производилось с помощью прицела 2-го слева ствола.

## Изображения

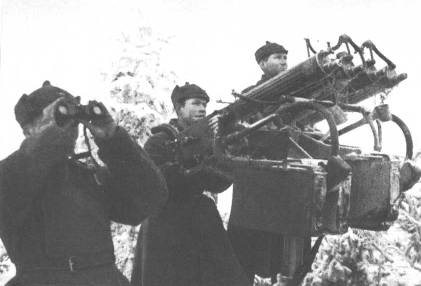
Счетверённая зенитно-пулемётная установка образца 1931 года
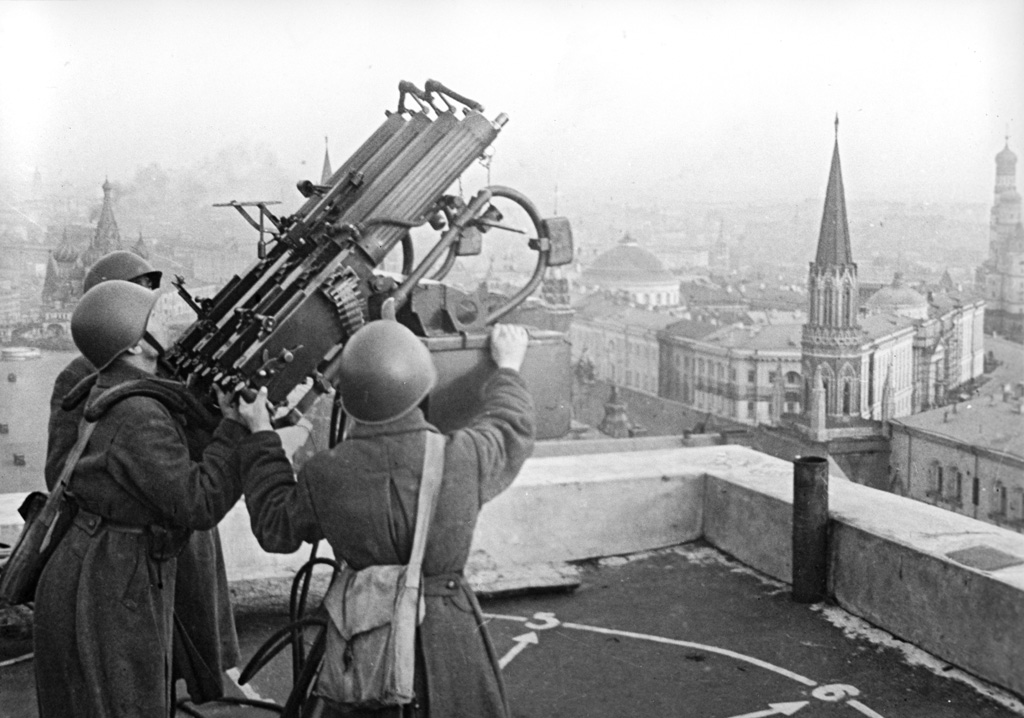
Зенитчики обороняют московское небо с крыши гостиницы «Москва», август 1941
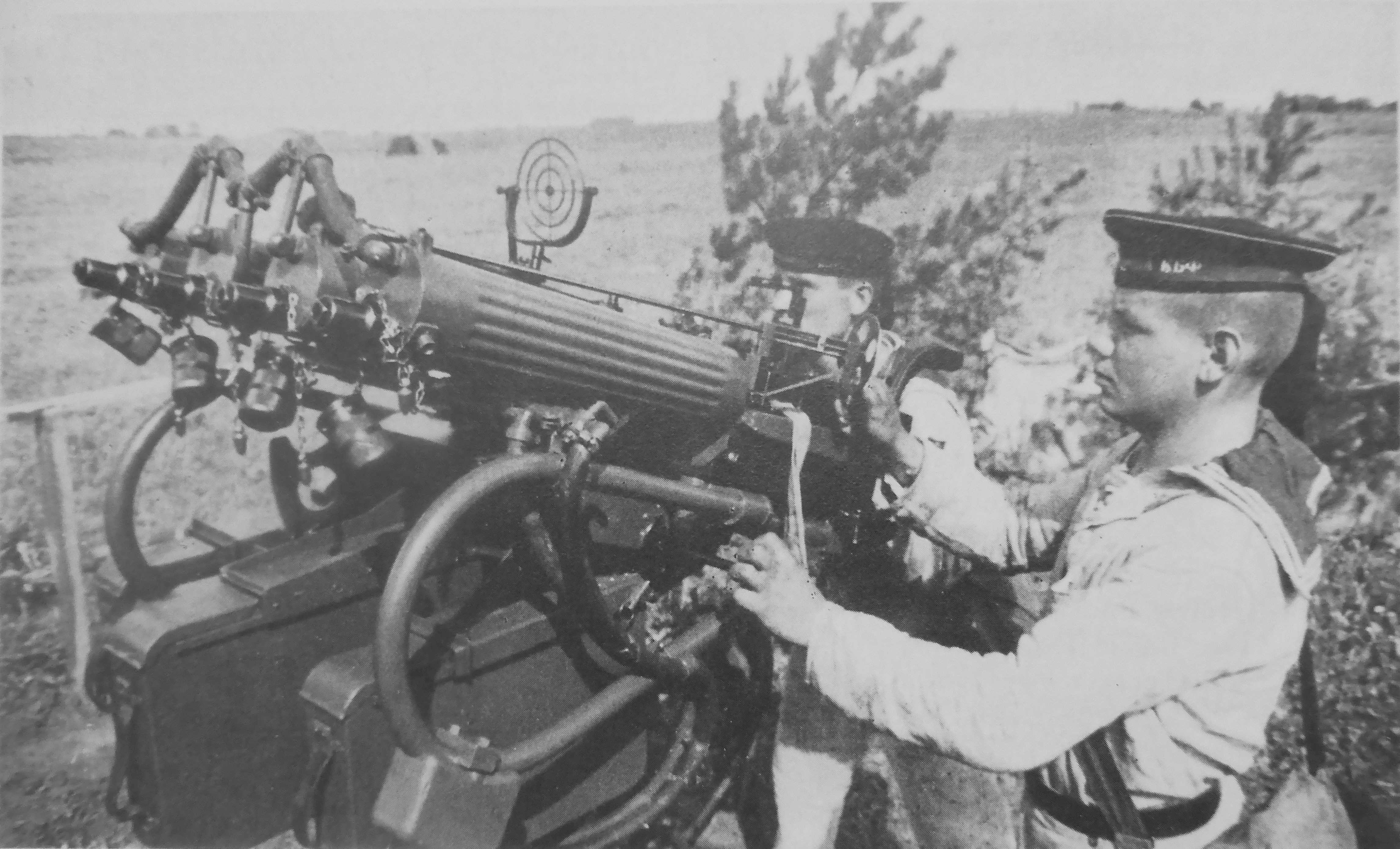
Матросы-зенитчики обороняют Таллин, июнь 1941
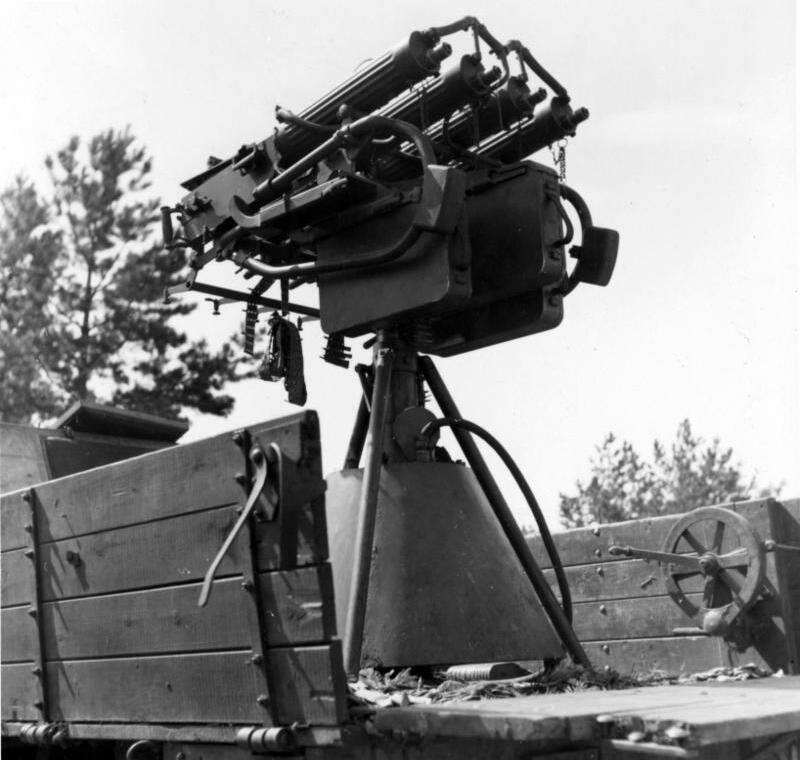
Захваченная немцами установка на шасси ГАЗ-АА
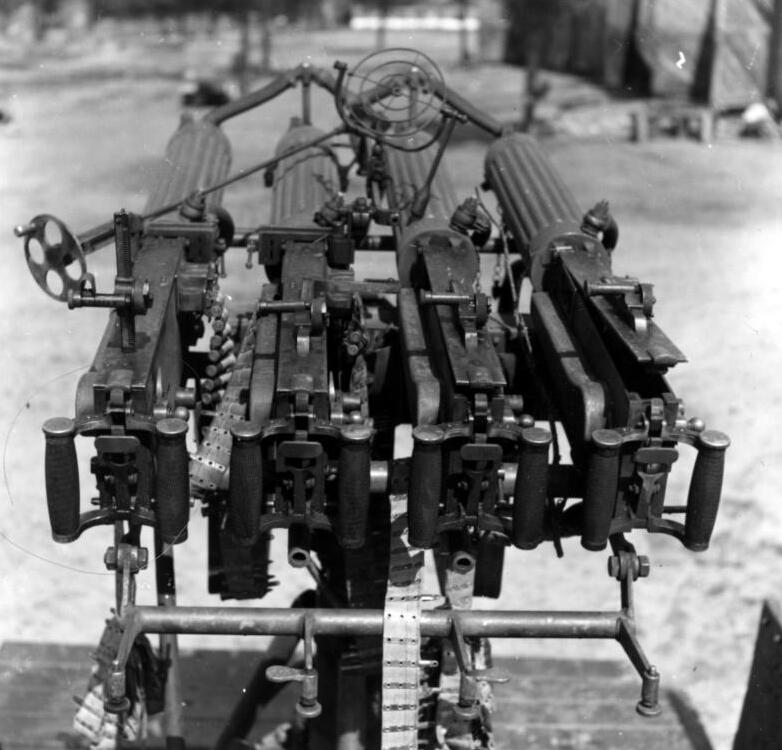
Она же, крупный план
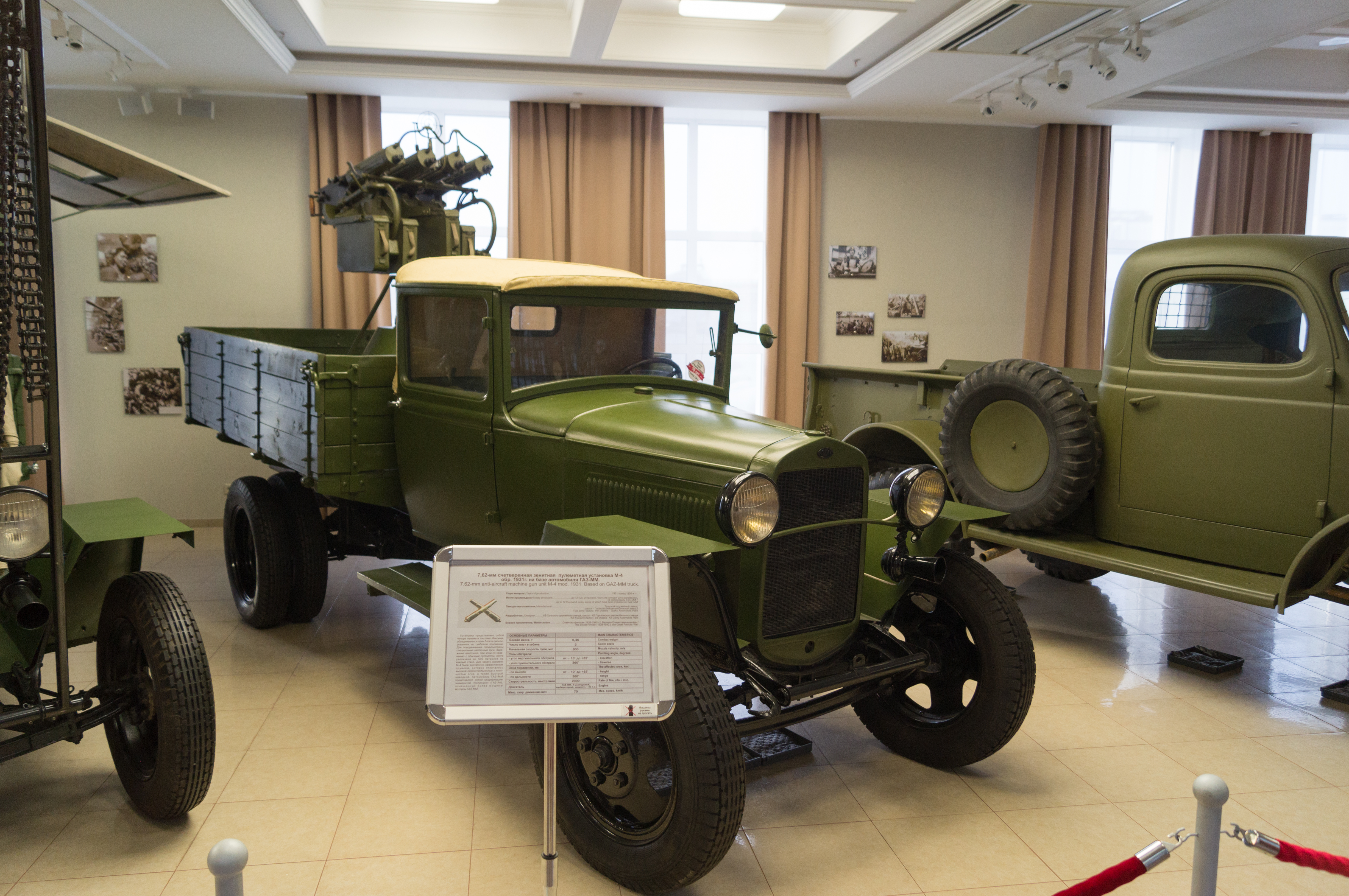
ЗПУ на шасси ГАЗ-ММ в Музейном комплексе УГМК
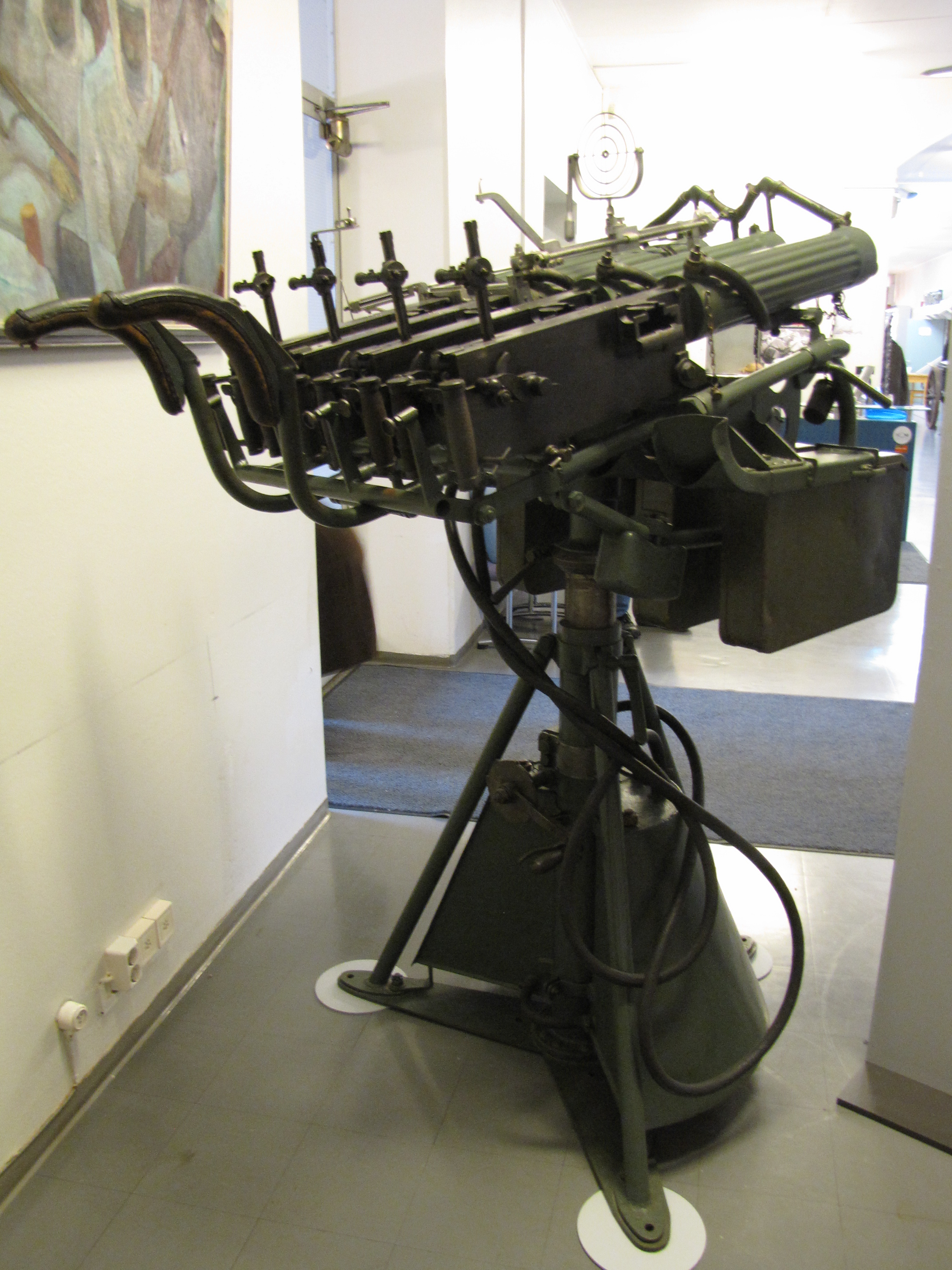
ЗПУ в музее в Хельсинки
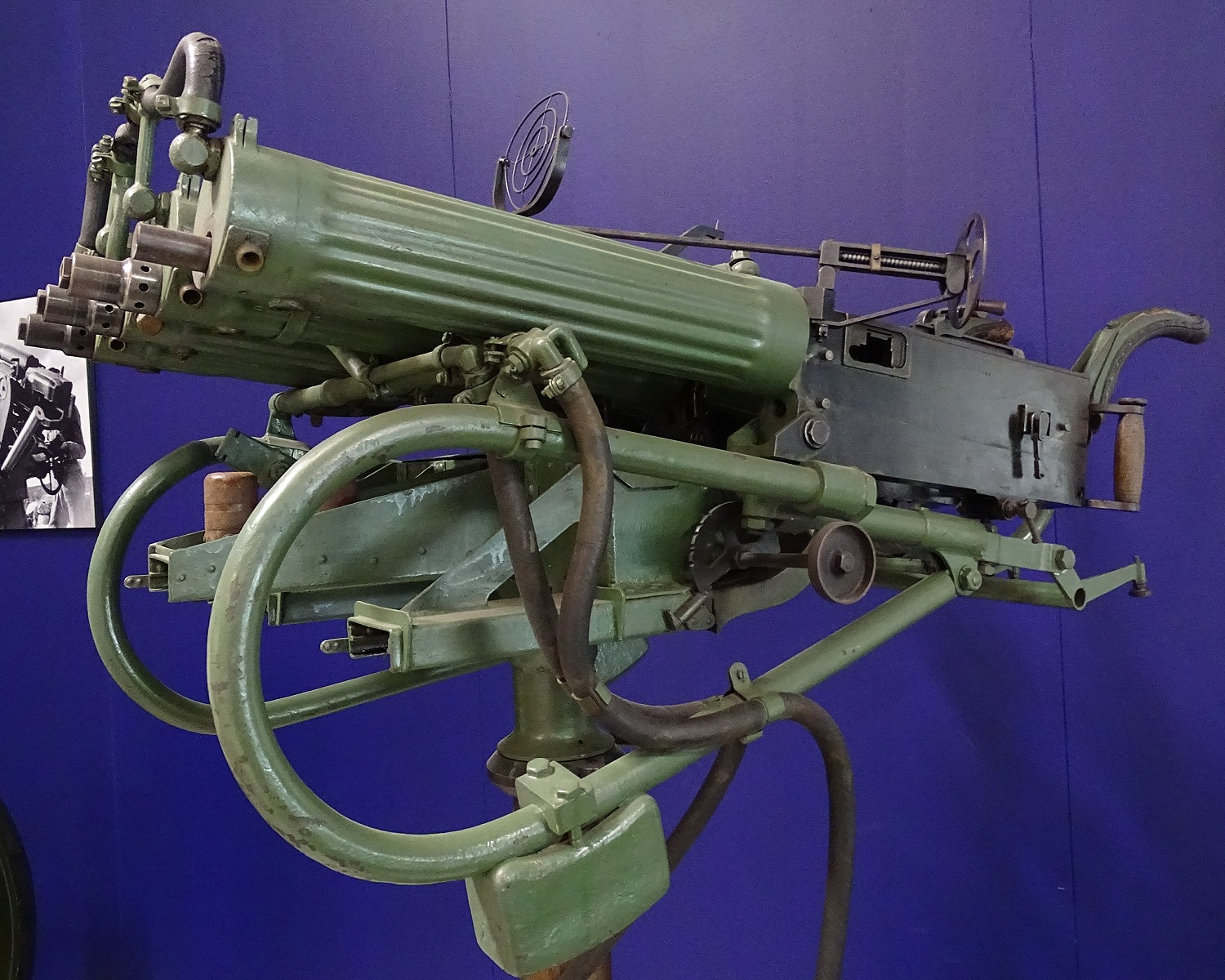
ЗПУ в Музее противовоздушной обороны, Туусула